# بانیامورا
بانیاموِرا (به انگلیسی: Bunyamwera) نام شهری در باندیباگیو در اوگاندا است که درست بیرون پارک ملی کوهستان رنزوری است. نزدیک‌ترین مرکز بهداشتی به این منطقه، در ۹ کیلومتری شمال شرق آن قرار دارد.
بانیامورا جایی است که برای نخستین بار ویروس بانیامورا اورتوبانیا شیوع پیدا کرد. نام سردهٔ ویروس اورتوبانیا و خانوادهٔ آن، پریبانیاویردا و راستهٔ آن، بانیاویرالز همگی از نام این شهر گرفته شده‌است.